# نزدیک‌به‌ددان
نزدیک‌به‌ددان (نام علمی: Anchitheriinae) نام یک زیرخانواده از تیره اسبیان است.